# Joy (namn)
Joy är ett könsneutralt förnamn. 93 män har namnet i Sverige och 653 kvinnor. Flest bär namnet i Stockholm, där 36 män och 197 kvinnor har namnet.

## Personer med namnet
- Joy Adamson (1910–1980), en österrikisk-brittisk konstnär, författare och etnograf
- Joy Bryant (1976–), en amerikansk skådespelare och fotomodell
- Joy M'Batha (1994–), svensk rappare och artist